# Jerry D’Amigo
Jerry Vincent D’Amigo (* 19. Februar 1991 in Binghamton, New York) ist ein US-amerikanischer Eishockeyspieler, der seit November 2024 beim MHk 32 Liptovský Mikuláš aus der slowakischen Extraliga unter Vertrag steht und dort auf der Position des rechten Flügelstürmers spielt. Zuvor war D’Amigo unter anderem für die Toronto Maple Leafs und Buffalo Sabres in der National Hockey League (NHL) aktiv, spielte jedoch hauptsächlich in der American Hockey League (AHL).

## Karriere
Jerry D’Amigo begann seine Karriere bei den Binghamton Junior Senators, dem Nachwuchsteam der gleichnamigen Mannschaft aus der American Hockey League (AHL) aus seiner Geburtsstadt. 2007 wurde er von den Kitchener Rangers in der zwölften Runde der OHL Priority Selection an insgesamt 238. Stelle ausgewählt. Er wechselte aber nicht nach Ontario, sondern absolvierte von 2007 bis 2009 das USA Hockey National Team Development Program und spielte in dieser Zeit mit der U18-Auswahl der Vereinigten Staaten in der North American Hockey League (NAHL). Anschließend drafteten ihn die Toronto Maple Leafs in der sechsten Runde des NHL Entry Drafts als insgesamt 158. Spieler. Nach einem Jahr in der Mannschaft des Rensselaer Polytechnic Institute, in dem er als Rookie of the Year sowohl in das All-Rookie-Team als auch in das All-Academic-Team der National Collegiate Athletic Association (NCAA) gewählt worden war, wurde er von Lokomotive Jaroslawl in der siebten Runde des KHL Junior Drafts gezogen.

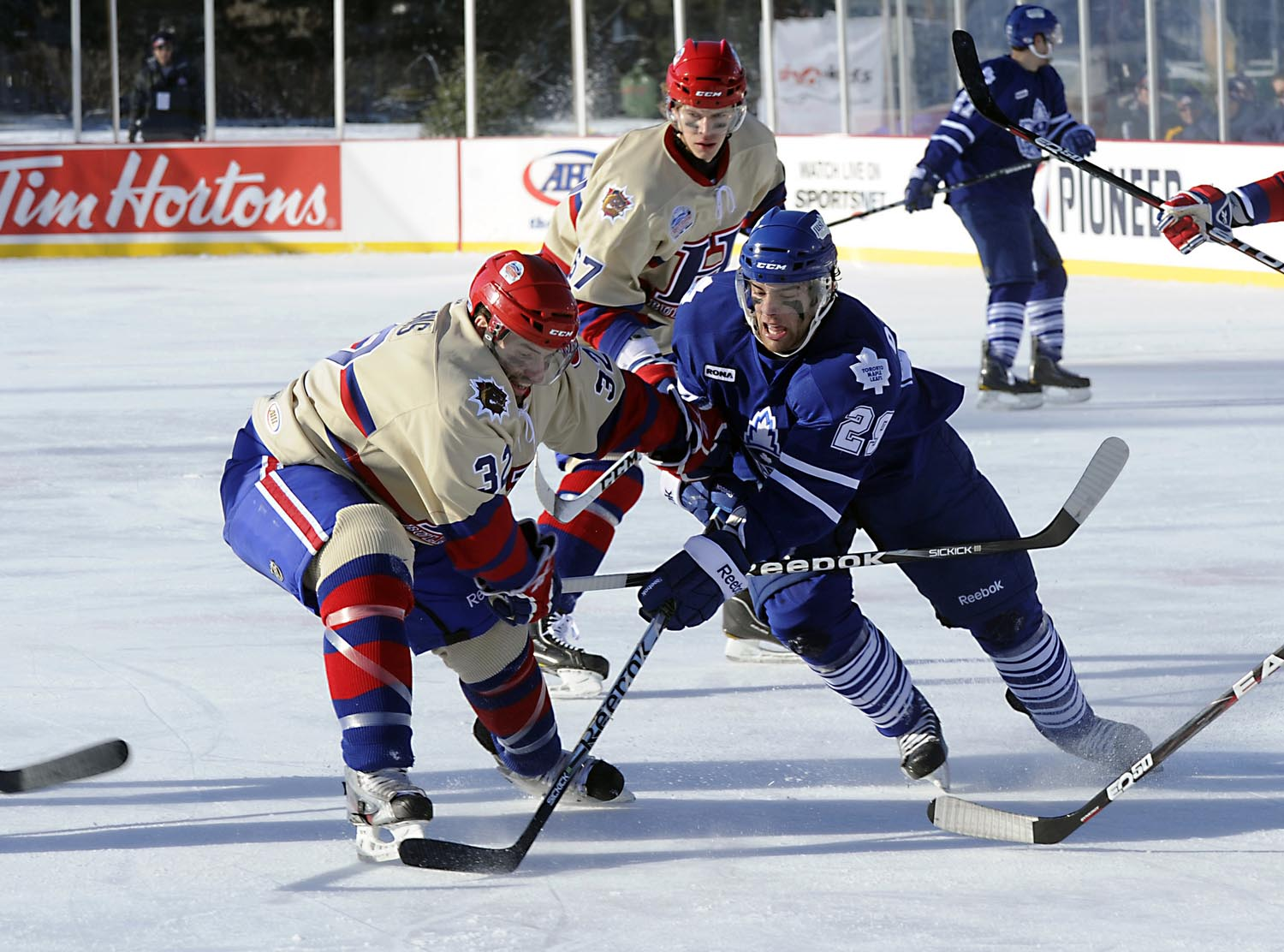
D’Amigo (rechts) im Trikot der Toronto Marlies (2012)

Statt nach Russland zu gehen, unterzeichnete er aber einen Vertrag bei seinem vorjährigen NHL-Draftklub. Die Maple Leafs setzten ihn überwiegend bei ihrem Farmteam, den Toronto Marlies ein und gaben ihn im Februar 2011 sogar bis zum Saisonende an den OHL-Klub Kitchener Rangers ab. 2012 war er zweitbester Torschütze der AHL-Playoffs hinter seinem Klubkameraden Matt Frattin und erreichte mit den Marlies auch das Playoff-Finale, das aber glatt mit vier Niederlagen aus vier Spielen gegen die Norfolk Admirals verloren ging. Erst in der Spielzeit 2013/14 kam er zu 22 Einsätzen, darunter dem NHL Winter Classic 2014, in der National Hockey League (NHL). Im Sommer 2014 nahmen ihn die Columbus Blue Jackets unter Vertrag und gaben dafür Matt Frattin an die Maple Leafs ab. Die Blue Jackets ließen ihn in ihrem Farmteam, den Springfield Falcons auflaufen. Noch im Dezember des Jahres wechselte er dann im Tausch gegen Luke Adam zu den Buffalo Sabres. Auch hier spielt er vorwiegend beim Farmteam, den Rochester Americans, in der AHL.
Nach der Saison 2015/16 wurde sein auslaufender Vertrag in Buffalo nicht verlängert, sodass er sich im Oktober Tampereen Ilves aus der finnischen Liiga anschloss. Nachdem er die Spielzeit 2017/18 beim Ligakonkurrenten Kalevan Pallo verbracht hatte, spielte D’Amigo in der Folge beim ERC Ingolstadt in der Deutschen Eishockey Liga (DEL) und kam auf 100 DEL-Partien und 77 Scorerpunkte in zwei Jahren. Im Dezember 2020 wechselte er zu den Orlando Solar Bears in die ECHL. Zudem bestritt er in der Spielzeit 2020/21 auch drei Partien auf Leihbasis bei den Colorado Eagles in der AHL. Im August 2021 kehrte er in die DEL zurück, als er einen Einjahresvertrag bei der Düsseldorfer EG erhielt. Nach Beendigung des Vertragsverhältnisses im Sommer 2022 fand der US-Amerikaner erst im November desselben Jahres im DEL-Aufsteiger Löwen Frankfurt einen neuen Arbeitgeber. Dort war der US-Amerikaner bis zum Ende der Saison 2022/23 aktiv. Anschließend blieb er bis Mitte Dezember 2023 auf der Suche nach einem neuen Arbeitgeber, den er bis zum Saisonende in den Jacksonville Icemen aus der ECHL fand.
Danach blieb der US-Amerikaner erneut lange ohne neuen Verein, bevor er Ende November 2024 einen Vertrag beim MHk 32 Liptovský Mikuláš aus der slowakischen Extraliga erhielt.

### International
International trat D’Amigo erstmals 2008 mit der U17-Auswahl der USA bei der World U-17 Hockey Challenge in Erscheinung, als die US-Boys hinter der Mannschaft der kanadischen Provinz Ontario den zweiten Platz belegten. Ein Jahr später wurde er mit der U18-Auswahl der US-Amerikaner Weltmeister dieser Altersklasse. Als zweitbester Torvorbereiter hinter dem Finnen Mikael Granlund und gemeinsam mit dessen Landsmann Toni Rajala wurde er auch in das All-Star-Team der WM gewählt. Auch 2010 gelang ihm – nun mit der U20-Nationalmannschaft – der Gewinn der Weltmeisterschaft. Gemeinsam mit dem Kanadier Taylor Hall war er dabei drittbester Scorer hinter seinem Landsmann Derek Stepan und dem Kanadier Jordan Eberle. In seinem letzten Juniorenjahr gewann er 2011 noch einmal die Bronzemedaille mit seinem Team.

## Erfolge und Auszeichnungen
- 2010 ECAC Rookie of the Year
- 2010 ECAC All-Rookie Team
- 2010 ECAC All-Academic Team

### International
| - 2008 Silbermedaille bei der World U-17 Hockey Challenge - 2009 Goldmedaille bei der U18-Junioren-Weltmeisterschaft - 2009 All-Star-Team der U18-Junioren-Weltmeisterschaft | - 2010 Goldmedaille bei der U20-Junioren-Weltmeisterschaft - 2011 Bronzemedaille bei der U20-Junioren-Weltmeisterschaft |

## Karrierestatistik
Stand: Ende der Saison 2024/25

### International
Vertrat die USA bei:
- World U-17 Hockey Challenge 2008
- U18-Junioren-Weltmeisterschaft 2009
- U20-Junioren-Weltmeisterschaft 2010
- U20-Junioren-Weltmeisterschaft 2011

(Legende zur Spielerstatistik: Sp oder GP = absolvierte Spiele; T oder G = erzielte Tore; V oder A = erzielte Assists; Pkt oder Pts = erzielte Scorerpunkte; SM oder PIM = erhaltene Strafminuten; +/− = Plus/Minus-Bilanz; PP = erzielte Überzahltore; SH = erzielte Unterzahltore; GW = erzielte Siegtore; 1 Play-downs/Relegation; Kursiv: Statistik nicht vollständig)